# Ricky Gervais
Ricky Dene Gervais (n. 25 iunie 1961, Reading, Anglia, Regatul Unit) este un actor englez, scenarist, producător, regizor și muzician.

## Filmografie

### Film
| An   | Titlu                                          | Rol                      | Note                                       |
| ---- | ---------------------------------------------- | ------------------------ | ------------------------------------------ |
| 2001 | Dog Eat Dog                                    | Bouncer                  |                                            |
| 2005 | Valiant                                        | Bugsy (voice)            |                                            |
| 2006 | For Your Consideration                         | Martin Gibb              |                                            |
| 2006 | Night at the Museum                            | Dr. McPhee               |                                            |
| 2007 | Stardust                                       | Ferdy the Fence          |                                            |
| 2008 | Ghost Town                                     | Dr. Bertram Pincus       |                                            |
| 2009 | Night at the Museum: Battle of the Smithsonian | Dr. McPhee               |                                            |
| 2009 | The Invention of Lying                         | Mark Bellison            | Și regizor, scenarist, producător          |
| 2010 | Cemetery Junction                              | Len Taylor               | Și regizor, scenarist, producător executiv |
| 2011 | Spy Kids: All the Time in the World            | Argonaut (voce)          |                                            |
| 2011 | The Muppets                                    | Rolul său                | Scene șterse                               |
| 2013 | The Unbelievers                                | Rolul său                | Documentar                                 |
| 2013 | Escape from Planet Earth                       | Mr. James Bing (voce)    |                                            |
| 2014 | Muppets Most Wanted                            | Dominic Badguy           |                                            |
| 2014 | Night at the Museum: Secret of the Tomb        | Dr. McPhee               |                                            |
| 2015 | The Little Prince                              | The Conceited Man (voce) |                                            |
| 2016 | Special Correspondents                         | Ian Finch                | Also director, writer                      |
| 2016 | David Brent: Life on the Road                  | David Brent              | Și regizor, scenarist                      |
| 2017 | Blazing Samurai                                | Ika Chu (voce)           |                                            |

### Televiziune
| An         | Titlu                                                  | Rol                      | Note                                                              |
| ---------- | ------------------------------------------------------ | ------------------------ | ----------------------------------------------------------------- |
| 1999       | The Jim Tavaré Show                                    | Diverse personaje        | 7 episoade Scenarist: 12 episoade                                 |
| 1999       | Comedy Lab                                             | Clive Meadows            | Episodul: "Golden Years" Și scenarist                             |
| 2000       | The 11 O'Clock Show                                    | Diverse                  | 20 episoade                                                       |
| 2000       | Bruiser                                                | N/A                      | Scenarist 5 episoade                                              |
| 2000       | Meet Ricky Gervais                                     | Rolul său (gazdă)        | 6 episoade                                                        |
| 2001       | Spaced                                                 | Dave                     | Episodul: "Dissolution"                                           |
| 2001–2003  | The Office (UK TV series)                              | David Brent              | 15 episoade Și creator, scenarist, regizor                        |
| 2002       | Robbie the Reindeer in Legend of the Lost Tribe        | Penguin (voce)           | Special TV                                                        |
| 2003       | Happiness                                              | Rolul său                | Episodul: "Real Dancing"                                          |
| 2003       | Ricky Gervais Live: Animals                            | Rolul său                | Stand-up Special                                                  |
| 2004       | Ricky Gervais Live 2: Politics                         | Rolul său                | Stand-up Special                                                  |
| 2004       | Alias                                                  | Daniel Ryan              | Episodul: "Façade"                                                |
| 2005–2013  | The Office (U.S. TV series)                            | David Brent              | 2 episoade                                                        |
| 2005–2007  | Extras                                                 | Andy Millman             | 13 episodes Și creator, scenarist, regizor, producător executiv   |
| 2006       | The Simpsons                                           | Charles Heathbar (voice) | Episode: "Homer Simpson, This Is Your Wife" Și scenarist          |
| 2007       | Ricky Gervais Live 3: Fame                             | Rolul său                | Stand-up Special                                                  |
| 2008       | Ricky Gervais: Out of England - The Stand-Up Special   | Rolul său                | Stand-up Special                                                  |
| 2009       | Sesame Street                                          | Rolul său                | 3 episoade                                                        |
| 2009       | SpongeBob SquarePants                                  | Narrator (uncredited)    | Episode: "SpongeBob's Truth or Square"                            |
| 2010       | 67th Golden Globe Awards                               | Rolul său (gazdă)        | Special TV                                                        |
| 2010–2012  | The Ricky Gervais Show                                 | Rolul său (voce)         | 39 episoade Și creator, scenarist, producător executiv            |
| 2010–2012  | An Idiot Abroad                                        | Rolul său                | 21 episoade Și creator, producător executiv                       |
| 2010       | Louie                                                  | Dr. Ben                  | 2 episoade                                                        |
| 2010       | Ricky Gervais: Out of England 2 - The Stand-Up Special | Rolul său                | Stand-up Special                                                  |
| 2010       | Ricky Gervais Live 4: Science                          | Rolul său                | Stand-up Special                                                  |
| 2011       | 68th Golden Globe Awards                               | Rolul său (gazdă)        | TV Special                                                        |
| 2011, 2013 | Life's Too Short                                       | Rolul său                | 7 episoade Și co-creator, scenarist, regizor, producător executiv |
| 2011       | The Simpsons                                           | Rolul său (voce)         | Episodul: "Angry Dad: The Movie"                                  |
| 2011       | Curb Your Enthusiasm                                   | Rolul său                | Episodul: "The Hero"                                              |
| 2012       | 69th Golden Globe Awards                               | Rolul său (gazdă)        | Special TV                                                        |
| 2012       | Family Guy                                             | Billy Finn (voce)        | Episodul: "Be Careful What You Fish For"                          |
| 2012–2014  | Derek                                                  | Derek Noakes             | 14 episoade Și creator, scenarist, regizor, producător executiv   |
| 2015       | Galavant                                               | Xanax                    | Episodul: "Dungeons and Dragon Lady"                              |
| 2015       | BoJack Horseman                                        | Hedgehog (voce)          | Episodul: "Out to Sea"                                            |
| 2016       | 73rd Golden Globe Awards                               | Gazdă                    | Special TV                                                        |
| 2018       | Child Support                                          | Rolul său                | Și creator, producător executiv                                   |
| 2018       | Ricky Gervais: Humanity                                | Rolul său                | Stand-Up Special                                                  |

### Jocuri video
| An   | Titlu                                          | Voce        |
| ---- | ---------------------------------------------- | ----------- |
| 2005 | Resident Evil 4                                | Manic Brent |
| 2006 | Scarface: The World Is Yours                   | Englezul    |
| 2008 | Grand Theft Auto IV                            | Rolul său   |
| 2009 | Night at the Museum: Battle of the Smithsonian | Dr. McPhee  |

## Premii și nominalizări
| An   | Premiu                                     | Categorie                                                                       | Lucrare                                                | Rezultat     |
| ---- | ------------------------------------------ | ------------------------------------------------------------------------------- | ------------------------------------------------------ | ------------ |
| 2002 | British Academy Television Awards          | Best Situation Comedy                                                           | The Office                                             | Câștigat     |
| 2002 | British Academy Television Awards          | Best Comedy Performance                                                         | The Office                                             | Câștigat     |
| 2002 | British Comedy Awards                      | Best Comedy Actor                                                               | The Office                                             | Câștigat     |
| 2002 | Broadcasting Press Guild Awards            | Writer's Award                                                                  | The Office                                             | Câștigat     |
| 2002 | Royal Television Society                   | Best Actor - Male                                                               | The Office                                             | Nominalizare |
| 2003 | British Academy Television Awards          | Best Situation Comedy                                                           | The Office                                             | Câștigat     |
| 2003 | British Academy Television Awards          | Best Comedy Performance                                                         | The Office                                             | Câștigat     |
| 2003 | Broadcasting Press Guild Awards            | Writer's Award                                                                  | The Office                                             | Câștigat     |
| 2003 | Royal Television Society                   | Best Comedy Performance                                                         | The Office                                             | Câștigat     |
| 2003 | TCA Awards                                 | Outstanding Achievement in Comedy                                               | The Office                                             | Nominalizare |
| 2004 | Golden Globe Award                         | Best Actor – Television Series Musical or Comedy                                | The Office                                             | Câștigat     |
| 2004 | Golden Globe Award                         | Best Television Series – Musical or Comedy                                      | The Office                                             | Câștigat     |
| 2004 | British Academy Television Awards          | Best Situation Comedy                                                           | The Office                                             | Câștigat     |
| 2004 | British Academy Television Awards          | Best Comedy Performance                                                         | The Office                                             | Câștigat     |
| 2004 | British Comedy Awards                      | Best TV Comedy Actor                                                            | The Office                                             | Nominalizare |
| 2004 | British Comedy Awards                      | Writers of the Year                                                             | The Office                                             | Câștigat     |
| 2004 | Royal Television Society                   | Best Comedy Performance                                                         | The Office                                             | Nominalizare |
| 2004 | TCA Awards                                 | Individual Achievement in Comedy                                                | The Office                                             | Câștigat     |
| 2004 | TCA Awards                                 | Outstanding Achievement in Comedy                                               | The Office                                             | Nominalizare |
| 2005 | British Comedy Awards                      | Best TV Comedy                                                                  | Extras                                                 | Nominalizare |
| 2005 | British Comedy Awards                      | Best New TV Comedy                                                              | Extras                                                 | Nominalizare |
| 2005 | British Comedy Awards                      | Best TV Comedy Actor                                                            | Extras                                                 | Nominalizare |
| 2005 | Primetime Emmy Award                       | Outstanding Writing for a Miniseries, Movie or a Dramatic Special               | The Office Christmas specials                          | Nominalizare |
| 2005 | TCA Awards                                 | TCA Award for Outstanding Achievement in Movies, Miniseries and Specials        | The Office                                             | Câștigat     |
| 2006 | Writers Guild of America Award             | Television: Comedy Series                                                       | The Office                                             | Nominalizare |
| 2006 | Writers Guild of America Award             | Television: New Series                                                          | The Office                                             | Nominalizare |
| 2006 | British Academy Television Awards          | Best Situation Comedy                                                           | Extras                                                 | Nominalizare |
| 2006 | British Academy Television Awards          | Best Writer                                                                     | Extras                                                 | Nominalizare |
| 2006 | Banff World Television Festival            | Best Comedy Program                                                             | Extras                                                 | Câștigat     |
| 2006 | British Comedy Awards                      | Best TV Comedy                                                                  | Extras                                                 | Nominalizare |
| 2006 | British Comedy Awards                      | Best TV Comedy Actor                                                            | Extras                                                 | Nominalizare |
| 2006 | Broadcasting Press Guild Awards            | Best Comedy/Entertainment                                                       | Extras                                                 | Nominalizare |
| 2006 | Rose d'Or Light Entertainment Festival     | Honorary Rose for Exceptional Contribution to the Global Entertainment Business | Extras                                                 | Câștigat     |
| 2006 | Primetime Emmy Award                       | Outstanding Comedy Series                                                       | The Office                                             | Câștigat     |
| 2006 | Primetime Emmy Award                       | Outstanding Writing for a Comedy Series                                         | Extras                                                 | Nominalizare |
| 2006 | TCA Awards                                 | Outstanding Achievement in Comedy                                               | The Office                                             | Câștigat     |
| 2006 | TCA Awards                                 | Program of the Year                                                             | The Office                                             | Nominalizare |
| 2006 | Satellite Award                            | Best Television Series – Musical or Comedy                                      | The Office                                             | Nominalizare |
| 2007 | Writers Guild of America Award             | Television: Comedy Series                                                       | The Office                                             | Câștigat     |
| 2007 | Producers Guild of America Award           | Best Episodic Comedy                                                            | The Office                                             | Câștigat     |
| 2007 | Writers' Guild of Great Britain            | Television Comedy/Light Entertainment                                           | Extras                                                 | Nominalizare |
| 2007 | British Academy Television Awards          | Best Situation Comedy                                                           | Extras                                                 | Nominalizare |
| 2007 | British Academy Television Awards          | Best Writer                                                                     | Extras                                                 | Nominalizare |
| 2007 | GLAAD Media Award                          | Outstanding Comedy Series                                                       | The Office                                             | Nominalizare |
| 2007 | Teen Choice Awards                         | Choice Comedy Series                                                            | The Office                                             | Nominalizare |
| 2007 | Primetime Emmy Award                       | Outstanding Comedy Series                                                       | The Office                                             | Nominalizare |
| 2007 | Primetime Emmy Award                       | Outstanding Lead Actor in a Comedy Series                                       | Extras                                                 | Câștigat     |
| 2007 | Primetime Emmy Award                       | Outstanding Directing for a Comedy Series                                       | Extras                                                 | Nominalizare |
| 2007 | Primetime Emmy Award                       | Outstanding Writing for a Comedy Series                                         | Extras                                                 | Nominalizare |
| 2007 | TCA Awards                                 | Outstanding Achievement in Comedy                                               | The Office                                             | Câștigat     |
| 2007 | Satellite Award                            | Best Television Series – Musical or Comedy                                      | Extras                                                 | Nominalizare |
| 2007 | Satellite Award                            | Best Actor – Television Series Musical or Comedy                                | Extras                                                 | Nominalizare |
| 2007 | Satellite Award                            | Best DVD Release of a TV Show                                                   | The Office                                             | Nominalizare |
| 2007 | AFI Awards                                 | TV Program of the Year                                                          | The Office                                             | Câștigat     |
| 2008 | Golden Globe Award                         | Best Television Series – Musical or Comedy                                      | Extras                                                 | Câștigat     |
| 2008 | Golden Globe Award                         | Best Actor – Television Series Musical or Comedy                                | Extras                                                 | Nominalizare |
| 2008 | Screen Actors Guild Award                  | Outstanding Performance by a Male Actor in a Comedy Series                      | Extras                                                 | Nominalizare |
| 2008 | Producers Guild of America Award           | Best Episodic Comedy                                                            | The Office                                             | Nominalizare |
| 2008 | Producers Guild of America Award           | Best Episodic Comedy                                                            | Extras                                                 | Nominalizare |
| 2008 | Banff World Television Festival            | Best Comedy Program                                                             | Extras                                                 | Câștigat     |
| 2008 | British Comedy Awards                      | Best Television Comedy Actor                                                    | Extras                                                 | Câștigat     |
| 2008 | Broadcasting Press Guild Awards            | Best Comedy/Entertainment                                                       | Extras                                                 | Nominalizare |
| 2008 | Broadcasting Press Guild Awards            | Writer's Award                                                                  | Extras                                                 | Nominalizare |
| 2008 | Primetime Emmy Award                       | Outstanding Comedy Series                                                       | The Office                                             | Nominalizare |
| 2008 | Primetime Emmy Award                       | Outstanding Television Movie                                                    | Extras: The Extra Special Series Finale                | Nominalizare |
| 2008 | Primetime Emmy Award                       | Outstanding Lead Actor in a Miniseries or a Movie                               | Extras: The Extra Special Series Finale                | Nominalizare |
| 2008 | Primetime Emmy Award                       | Outstanding Directing for a Miniseries, Movie or a Dramatic Special             | Extras: The Extra Special Series Finale                | Nominalizare |
| 2008 | Primetime Emmy Award                       | Outstanding Writing for a Miniseries, Movie or a Dramatic Special               | Extras: The Extra Special Series Finale                | Nominalizare |
| 2008 | TCA Awards                                 | Outstanding Achievement in Comedy                                               | The Office                                             | Nominalizare |
| 2008 | Satellite Award                            | Best Actor – Motion Picture Musical or Comedy                                   | Ghost Town                                             | Câștigat     |
| 2009 | Golden Globe Award                         | Golden Globe Award for Best Television Series – Musical or Comedy               | The Office                                             | Nominalizare |
| 2009 | Producers Guild of America Award           | Best Episodic Comedy                                                            | The Office                                             | Nominalizare |
| 2009 | ASTRA Awards                               | Favourite International Personality or Actor                                    | Extras                                                 | Câștigat     |
| 2009 | Teen Choice Awards                         | Choice Comedy Series                                                            | The Office                                             | Nominalizare |
| 2009 | Primetime Emmy Award                       | Outstanding Comedy Series                                                       | The Office                                             | Nominalizare |
| 2009 | Primetime Emmy Award                       | Outstanding Variety, Music, or Comedy Special                                   | Ricky Gervais: Out of England - The Stand-Up Special   | Nominalizare |
| 2009 | Primetime Emmy Award                       | Outstanding Writing for a Variety, Music or Comedy Special                      | Ricky Gervais: Out of England - The Stand-Up Special   | Nominalizare |
| 2009 | PRISM Awards                               | Comedy Multi-Episode Storyline                                                  | The Office                                             | Câștigat     |
| 2009 | AFI Awards                                 | TV Program of the Year                                                          | The Office                                             | Câștigat     |
| 2009 | TCA Awards                                 | Outstanding Achievement in Comedy                                               | The Office                                             | Nominalizare |
| 2010 | Golden Globe Award                         | Best Television Series – Musical or Comedy                                      | The Office                                             | Nominalizare |
| 2010 | Producers Guild of America Award           | Best Episodic Comedy                                                            | The Office                                             | Nominalizare |
| 2010 | Evening Standard British Film Awards       | Peter Sellers Award for Comedy                                                  | The Invention of Lying                                 | Nominalizare |
| 2010 | Primetime Emmy Award                       | Outstanding Comedy Series                                                       | The Office                                             | Nominalizare |
| 2010 | Primetime Emmy Award                       | Outstanding Animated Program                                                    | The Ricky Gervais Show                                 | Nominalizare |
| 2011 | Producers Guild of America Award           | Best Episodic Comedy                                                            | The Office                                             | Nominalizare |
| 2011 | TV Quick Awards                            | Best Comedy Show                                                                | The Ricky Gervais Show                                 | Nominalizare |
| 2011 | The Comedy Awards                          | Comedy Series                                                                   | The Office                                             | Nominalizare |
| 2011 | The Comedy Awards                          | Stand-up Special                                                                | Ricky Gervais: Out of England 2 - The Stand-Up Special | Nominalizare |
| 2011 | Critics' Choice Television Award           | Best Comedy Series                                                              | The Office                                             | Nominalizare |
| 2011 | Primetime Emmy Award                       | Outstanding Comedy Series                                                       | The Office                                             | Nominalizare |
| 2011 | Primetime Emmy Award                       | Outstanding Special Class Program                                               | 68th Golden Globe Awards                               | Nominalizare |
| 2012 | National Television Awards                 | Most Popular Factual Programme                                                  | An Idiot Abroad                                        | Nominalizare |
| 2012 | New York International Short Film Festival | Best Comedy                                                                     | Derek                                                  | Câștigat     |
| 2012 | Shorty Award                               | Lifetime Achievement Award                                                      | The Office                                             | Câștigat     |
| 2012 | Broadcasting Press Guild Awards            | Best Multichannel Programme                                                     | An Idiot Abroad                                        | Câștigat     |
| 2012 | Primetime Emmy Award                       | Outstanding Special Class Program                                               | 69th Golden Globe Awards                               | Nominalizare |
| 2012 | Satellite Award                            | Best Television Series – Musical or Comedy                                      | The Office                                             | Nominalizare |
| 2014 | People's Choice Awards                     | Favorite Series We Miss Most                                                    | The Office                                             | Nominalizare |
| 2014 | Primetime Emmy Award                       | Outstanding Lead Actor in a Comedy Series                                       | Derek                                                  | Nominalizare |
| 2015 | Golden Globe Award                         | Best Actor – Television Series Musical or Comedy                                | Derek                                                  | Nominalizare |
| 2015 | Primetime Emmy Award                       | Outstanding Lead Actor in a Limited Series or Movie                             | Derek                                                  | Nominalizare |